# Synodites orbitalis
Synodites orbitalis är en stekelart som först beskrevs av Thomson 1894.  Synodites orbitalis ingår i släktet Synodites och familjen brokparasitsteklar. Arten är reproducerande i Sverige. Utöver nominatformen finns också underarten S. o. alpinator.